# Pascal Marchetti
Pour les articles homonymes, voir Marchetti.
 (juin 2021).
Si vous disposez d'ouvrages ou d'articles de référence ou si vous connaissez des sites web de qualité traitant du thème abordé ici, merci de compléter l'article en donnant les références utiles à sa vérifiabilité et en les liant à la section « Notes et références ».
Pascal Marchetti, né le 4 septembre 1905 dans le 3e arrondissement de Lyon (Rhône) et mort le 26 décembre 1971 à Marseille (Bouches-du-Rhône), est un homme politique français.

## Biographie
Officier ministériel à Marseille depuis 1931, il s'engage dans la résistance dès les premiers mois suivants l'armistice, au sein du réseau « Gilbert », dirigé par Georges Groussard, qui œuvre essentiellement au renseignement des alliés, notamment britanniques. Son action pendant l'occupation lui vaut la croix de guerre à la Libération.
Ayant rompu avec les positions antigaullistes de Groussard, il adhère avec enthousiasme au Rassemblement du Peuple Français en 1947, et exerce les fonctions de secrétaire général de ce parti dans les Bouches-du-Rhône. Après la dissolution du RPF par De Gaulle, il rejoint les Républicains sociaux, animés par Jacques Chaban-Delmas.
Son entrée dans la compétition électorale est contemporaine de la naissance de la Cinquième République. Candidat de l'UNR dans la huitième circonscription des Bouches-du-Rhône en novembre 1958, il affronte le sortant Gaston Defferre, ancien ministre et maire de Marseille.
Il est élu député au second tour, essentiellement du fait du maintien du candidat communiste, tandis que l'ensemble des candidats de droite se désiste pour lui. La victoire est cependant très étroite, puisqu'il obtient 39,0 % des voix contre 38,5 % au socialiste.
Rapporteur du budget au nom de la commission de la production et des échanges de 1960 à 1962, il est aussi élu au Sénat de la communauté en 1959.
A l'assemblée, il défend surtout les intérêts de sa circonscription et de son département. En 1959, il est d'ailleurs élu au conseil municipal de Marseille, ce qui lui donne la possibilité de mieux connaître les dossiers. Il intervient auprès du gouvernement pour la réalisation du canal de Provence, pour l'aide financière au port de Marseille, pour la liaison Rhin-Rhône, pour la défense des rapatriés, nombreux dans le département, pour l'augmentation des moyens de la police à Marseille.
En 1962, cependant, il n'est pas réélu député face au candidat soutenu par Defferre, Jean Massé, qui obtient 62 % des voix.

## Détail des fonctions et des mandats
Mandat parlementaire
- 30 novembre 1958 - 9 octobre 1962 : Député de la 8e circonscription des Bouches-du-Rhône